# Universidad de Luxemburgo

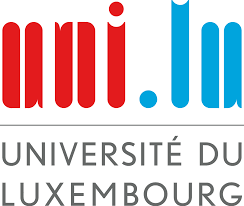
Logo

La Universidad de Luxemburgo (en francés: Université du Luxembourg; en alemán: Universität Luxemburg; en luxemburgués: Universitéit Lëtzebuerg) es la primera universidad en Luxemburgo, fundada el 13 de agosto de 2003. Antes de eso, había varias instituciones de educación superior, como la cour universitaire o el IST que ofrecen uno o dos años de estudios académicos. Los estudiantes luxemburgueses tenían que ir al extranjero para completar sus estudios en una universidad (generalmente a Bélgica, Francia, Alemania, Austria o el Reino Unido). La nueva universidad hace posible que estos estudiantes puedan completar sus estudios en su propio país, así como atraer el interés académico extranjero a Luxemburgo.

## Clasificación académica
Según la clasificación académica de universidades Times Higher Education: en 2017, la Universidad de Luxemburgo ocupa el puesto 178 a nivel mundial.